# 北京市通州区财政局
39°53′08″N 116°40′13″E / 39.88561°N 116.67038°E
北京市通州区财政局是北京市通州区人民政府的一个部门。

## 领导
2021年2月，本机构的领导为：
- 王付轩：局党组书记、局长。工作分工：主持局全面工作，主管办公室、预算科、预算编审中心、国库科、国库支付中心
- 李宝清：党组成员、副局长。工作分工：分管人事教育科、工会、团委、行政政法科、农业科、机关后勤服务中心
- 武燕伶：党组成员、副局长。工作分工：分管绩效评价科、绩效考评中心
- 张敏：党组成员、副局长。工作分工：分管经济建设科、社会保障科、政府债务管理科、会计制度教育服务中心，协管预算科、预算编审中心、国库科、国库支付中心
- 卢克江：二级调研员。工作分工：分管法制监督科、财政监督检查所、会计科、会计专业技术资格考试中心
- 梁军林：二级调研员。工作分工：分管财政投资评审中心、票据中心
- 刘志刚：二级调研员。工作分工：分管信息中心、协管办公室
- 钱锋：四级调研员。工作分工：分管企业科、行政事业资产事务中心
- 李军：四级调研员。工作分工：分管教科文科、政府采购管理科、公务仓事务中心

## 机构设置
2021年2月，本机构下设：
- 团委
- 国库科
- 政府采购管理科（北京市通州区人民政府控制社会集团购买力办公室）
- 绩效评价科
- 通州区财政局国库支付中心
- 通州区财政局预算编审中心
- 通州区行政事业资产事务中心
- 通州区会计专业技术资格考试中心
- 通州区财政局绩效考评中心
- 政府债务管理科
- 通州区财政监督检查所
- 通州区财政投资评审中心
- 通州区财政局信息中心
- 通州区公物仓事务中心
- 通州区财政局机关后勤服务中心
- 通州区财政局票据中心
- 办公室
- 预算科
- 教科文科
- 行政政法科
- 经济建设科
- 社会保障科
- 企业科
- 会计科
- 法制监督科（行政审批服务科）
- 农业科
- 人事教育科
- 工会